# گاگلیتوله
گاگلیتوله (به ایتالیایی: Gaglietole) یک منطقهٔ مسکونی در ایتالیا است که در کولاتزون واقع شده‌است. گاگلیتوله ۷۶ نفر جمعیت دارد و ۳۲۶ متر بالاتر از سطح دریا واقع شده‌است.